# Kristina Söderbaum
Kristina Söderbaum (Stoccolma, 5 settembre 1912 – Hitzacker, 12 febbraio 2001) è stata un'attrice e fotografa svedese naturalizzata tedesca.

## Biografia
Nata in Svezia, era figlia di Henrik Gustaf Söderbaum (1862-1933), segretario permanente dell'Accademia Reale Svedese delle Scienze. Il professor Söderbaum era decisamente contrario a una qualunque carriera artistica per la figlia, pur se questa poteva partecipare ogni anno agli spettacoli organizzati per le feste familiari. La giovane Kristina poté dedicarsi alla recitazione solo dopo la morte del padre. Scomparsi i genitori a poca distanza l'uno dall'altro, Söderbaum si trasferì a Berlino dove si iscrisse a una scuola di teatro. Studiò anche il tedesco, allieva di Rudolf Klein-Rogge, uno degli attori preferiti di Fritz Lang.
A partire dal 1935 interpretò diversi dei film diretti dal futuro marito, il regista Veit Harlan, che sposò nel 1939. Durante la seconda guerra mondiale recitò in film di propaganda del regime nazista. Tra i suoi ruoli si ricorda quello di Dorthea Sturm, la sfortunata eroina del melodramma antisemita Süss l'ebreo che si suicida annegandosi dopo essere stata costretta a un rapporto sessuale con Süss.
Il suicidio per annegamento diventa un destino costante dei suoi personaggi, tanto da procurarle il soprannome di Reichswasserleiche (La morta affogata del Reich).
Dopo la guerra diventò un'apprezzata fotografa di moda. Nel 1983 scrisse un'autobiografia intitolata Nichts bleibt immer so. Il suo ultimo film è stato Night Train to Venice, interpretato al fianco di Hugh Grant nel 1993.

## Filmografia
La filmografia è completa. Quando manca il nome del regista, questo non viene riportato nei titoli

### Attrice
- Hur behandlar du din hund?, regia di Arne Bornebusch (1934)
- Onkel Bräsig, regia di Erich Waschneck (1936)
- Giovinezza, regia di Veit Harlan (1938)
- La peste di Parigi (Verwehte Spuren), regia di Veit Harlan (1938)
- L'accusato di Norimberga (Das unsterbliche Herz), regia di Veit Harlan (1939)
- Verso l'amore (Die Reise nach Tilsit), regia di Veit Harlan (1939)
- Süss l'ebreo (Jud Süß), regia di Veit Harlan (1940)
- Il grande re (Der große König), regia di Veit Harlan (1942)
- La città d'oro (Die goldene Stadt), regia di Veit Harlan (1942)
- l perduto amore (Immensee - Ein deutsches Volkslied), regia di Veit Harlan (1943)
- La prigioniera del destino (Opfergang), regia di Veit Harlan (1944)
- La cittadella degli eroi (Kolberg), regia di Veit Harlan e (non accreditato) Wolfgang Liebeneiner (1945)
- La dinastia indomabile (Unsterbliche Geliebte), regia di Veit Harlan (1951)
- Hanna Amon, regia di Vait Harlan (1951)
- Die blaue Stunde, regia di Veit Harlan (1953)
- Sterne über Colombo, regia di Veit Harlan (1953)
- La prigioniera del maharajah (Die Gefangene des Maharadscha), regia di Veit Harlan (1954)
- Berlino-Tokio, operazione spionaggio (Verrat an Deutschland), regia di Veit Harlan (1955)
- Zwei Herzen im Mai, regia di Géza von Bolváry (1958)
- Ich werde dich auf Händen tragen, regia di Veit Harlan (1958)
- Die blonde Frau des Maharadscha, regia di Veit Harlan (1962)
- Karl May, regia di Hans-Jürgen Syberberg (1976)
- Let's go crazy, regia di Giorgio Cristallini (1988)
- Das bleibt das kommt nie wieder (1992)
- Venice Express (Night Train to Venice), regia di Carlo Quinterio (1996)

### Tv
- Der Sinn des Lebens, episodio tv di Un dottore tra le nuvole (Der Bergdoktor), regia di Klaus Gendries (1993)

### Film o documentari dove appare Kristina Söderbaum
- 30. Januar 1945, regia di Veit Harlan - filmati d'archivio (1965)
- Wenn ich sonntags in mein Kino geh'... (tv), regia di Hans-Christoph Blumenberg (1992)
- Münchhausen: Ein mythos in Agfacolor (documentario), regia di Gert Koshofer e Nina Koshofer (2005)
- Harlan - Im Schatten von Jud Süss (documentario), regia di Felix Moeller (2008)

### Produttrice
- Sterne über Colombo, regia di Veit Harlan (1953)